# Читання відстій
«Читання відстій» (англ. Chickenlover) — 3 епізод 2 сезону (№ 16) серіалу «Південний парк», його прем'єра відбулася 20 травня 1998 року.

## Сюжет
Третій клас ведуть у «Книжкобус» — пересувну бібліотеку, якою керує дивного вигляду хлопець, котрий намагається відкрити для всіх «дивовижну магію читання». Однак діти впевнені, що читання — відстій. Тим часом у  Саут-Парку хтось ґвалтує курку. Коли офіцер Барбреді починає розслідування, у нього виникають труднощі у зв'язку з його неписьменністю; він із соромом зізнаться в цьому і складає з себе повноваження полісмена, після чого в місті запанувує анархія. Відповідно до ідеї мера Барбреді йде в третій клас, щоб навчитися читати, а «Куролюб» вчиняє новий злочин.
За переказ книжки Go, Dog. Go! Барбреді отримує «п'ять з плюсом»; він вкрай захоплюється шкільним життям. Незадоволена цим мер, яка усвідомила, що хоч якийсь порядок у місті зберігався лише завдяки Барбреді, квапить його в освоєнні читання, щоб він міг повернутися на посаду і розслідувати справу Куролюба. А поки Барбреді ще не вміє як слід читати, Стен, Кайл, Кенні і Картман призначені помічниками поліцейського. Особливо захоплюється своєю роботою Картман — він починає роз'їжджати по місту на своєму триколісному велосипеді і насаджувати свою модель правосуддя, жорстоко обходячись із тими, хто не поважає його авторитет. Також Картман зупиняє автомобілістів і каже їм «Сер, вийдіть, будь ласка з машини» і «Поважайте мій авторитет!» Потім він починає бити їх по кісточках своєю поліцейською палицею.
Тим часом Куролюб підкидає на місцях, де зґвалтував курок, підказки, які можна розгадати за допомогою дитячих книжок. Коли Барбреді втомлюється і вже майже здається, хлопці допомагають йому і підтримують, а все місто радіє новим успіхам офіцера в прочитанні складних слів.
Нарешті, Барбреді ловить Куролюба в зоопарку; злочинцем виявляється водій Книжкобуса. Він пояснює, що влаштував всі ці події, щоб Барбреді навчився читати. Куролюб дарує Барбреді книгу Айн Ренд «Атлант розправив плечі». До місця події прибуває Картман; він починає бити Куролюба по кісточках, на що Барбреді каже, що це неправильно — злочинців треба бити по голові, щоб відразу вирубувати. Ерік вирішує передати повноваження назад справжньому професіоналу, і Барбреді говорить хлопцям, що збирається повалятися у ванні з хорошою книжкою.
У фіналі в місті проходить парад на честь того, що Барбреді навчився читати. У своїй промові той розповідає, що, прочитавши жахливу книгу, яку йому дав Куролюб, він усвідомив, що читання — відстій, і дає обітницю більше ніколи не читати. Діти гаряче його підтримують.

## Смерть Кенні
Протягом епізоду Кенні кілька разів потрапляє в смертельно небезпечні ситуації, але потім виявляється, що він вижив. Так, під час заворушень у Саут-Парку на нього падає машина, але Кенні цілісінький виходить з дверей цієї машини; після уроків він гойдається на гойдалці, злітає з ней і вдаряється об цегляну стіну, але встає ніби нічого не сталось; в нього мало не влучив з пістолета Куролюб під час затримання. Щоразу Стен починає говорити свою коронну фразу: «О, боже, вони вбили…», щоб потім пробурмотіти «О, проїхали» в перших двох випадках. Втретє він говорить: «Ай, дістав!» Гине Кенні під час параду, що йде в фінальних титрах, коли на нього падає дерево. Але Стен і Кайл не вимовляють своїх звичайних фраз.

## Персонажі
У класі сидять (зліва направо): Терренс; Бібі; Клайд; Піп; Картман; Токен; Кайл; Кевін; Барбреді; Стен; Кенні; Енні; Берта. На ігровому майданчику можна помітити Крейга.

## Фінальні титри
Титри цього епізоду відрізняються від тих, що були у всіх попередніх серіях. Перший раз вони починаються, коли Барбреді збирається піти почитати, з напису «Executive Producer: Robert T. Pooner» (як сказано в офіційному FAQ, це ім'я людини, яка відкрила місто Саут-Парк). Вдруге титри починаються під час параду; ці пародійні титри складаються з нескінченної низки продюсерів — executive producer, co-producer, producer, producer producer, Том Уоепет (він з'являється без вказівки посади і з власною фотографією), main producer. Після цього починаються нормальні титри з посадами людей, які працювали над серією. Під час титрів грає тема «Barbrady Thumbs Up», яку написали звукорежисер шоу Брюс Хоуелл, Паркер і Стоун.

## Виробництво
Спочатку Картман повинен був отримати вогнепальну зброю (замість палиці) і стріляти в людей (а не бити їх) під час його перебування на посаді заступника офіцера поліції, але цензори Comedy Central відмовилися показати дитину з вогнепальною зброєю (незважаючи на те, що в епізоді «Вулкан» це було показано без вагань). Цей епізод показує неграмотного Барбреді таким чином, що він бачить усі написи на мовах, які не використовують латинський алфавіт. Знак «STOP», наприклад, спотворюється з точки зору Барбреді, в корейські символи. У сцені, де Барбреді вивчає читання в класі містера Гаррісона, букви в алфавіті, розташовані вище дошки, складають напис: «DiOsMiOhAnMaTaDoHaKeNnYbAsTaRdOs…», що є коронною фразою Стена і Кайла, яку вони вимовляють при смерті Кенні, записаною по-іспанськи: «О, боже, вони вбили Кенні! Покидьки». У передмові до DVD-видання восьмого сезону Південного парку Трей Паркер і Метт Стоун пояснили, що назва епізоду спочатку мала бути «Куройоб», але була змінена, бо цензори Comedy Central не хотіли в назві слово, яке не можна вживати на телебаченні за будь-яких обставин.

## Показ
Куролюб спочатку вийшов в ефір на каналі Comedy Central в США 27 травня 1998 року. А другий сезон шоу в цілому стартував у квітні 1998 року. Слідом за цим епізодом вийшов епізод «Пісюнчик Айка».

## Цікаві факти
- Книга з еротичною обкладинкою, на яку дивиться Ерік, називається «Дороті Палмор. Тіло до тіла» (англ. Dorothy Palmore. Body to Body).
- У цьому епізоді Барбреді працює в поліції Саут-Парку, тоді як в інших епізодах — в поліції Парк-Каунті (англ. Park County).
- Книга, яку прочитав для позакласного читання Барбреді, — «Go, Dog. Go!» Пі Ді Істмана, відома дитяча книжка. Книг, в яких Куролюб давав підказки — «Bumbly Wumbly and the Spotted Spacecraft» і «Teetle the Timid Taxidermist» — насправді не існує. Підзаголовок другої книги, «Тітл — сором'язливий таксидерміст», говорить «Він любить ходити в зоосад» (англ. Loves to go to the petting zoo).
- У цьому епізоді з'являється інопланетянин — він гладить коня в зоосаді.
- Барбреді заарештовує Куролюба за «галломанію». Це гра слів — латинське gallus можна перекласти і як півень, і як житель Галлії / Франції.
- На параді машину офіцера Барбреді веде Ісус.